# Jag älskar dig, argbigga
Jag älskar dig, argbigga är en svensk dramafilm från 1946 i regi av Åke Ohberg. 

## Om filmen
Filmen premiärvisades 23 december 1946 på biograf Grand i Stockholm. Filmen spelades in vid Sagaateljéerna i Hellerup Danmark med exteriörer från Skåne, Stora Sjöfallet och Suorva i Lappland av Sven Thermænius. Som förlaga hade man en filmidé av Charles Tharnæs. 

## Rollista i urval
- Sonja Wigert - Harriet Rosenberg
- Åke Ohberg - Gunnar Bremer
- Margit Manstad - Fru Rosenberg
- Rune Halvarsson - Kalle
- Henrik Schildt - Lindgren, direktör
- Naima Wifstrand - Anna
- Anders Frithiof - Inspektor
- Georg Skarstedt - Kusk
- Josua Bengtson - Rättare
- Curt Norin - Fridolf, dräng
- Eric Malmberg - Stationsinspektor
- Otto Landahl - Brevbärare
- Mogens Wieth - Klas Magnus
- Britta Vieweg - Fru Kronstjärna

## Musik i filmen
- Brautchor (Treulich geführt, ziehet dahin) (Bröllopsmarsch (Brudkör)), kompositör och text Richard Wagner, svensk text Fritz Ahlgrensson
- Misterioso, kompositör Charles Wildman
- På fjället, kompositör Charles Wildman
- Kvinnor och champagne (Quinnor och champagne), musikbearbetning och text Alma Rek
- It's a Long Way to Tipperary, kompositör Jack Judge, text Jack Judge och Harry Williams